# Изгубљени у свемиру (ТВ серија из 2018)
Изгубљени у свемиру (енгл. Lost in Space) америчка је научно-фантастична телевизијска серија, римејк истоимене ТВ серије из 1965. године (рађена по роману Швајцарска породица Робинсон из 1812. године), која прати авантуре породице свемирских колонијалиста чији је свемирски брод скренуо са курса.
Телевизијску серију су продуцирале компаније Legendary Television, Synthesis Entertainment, Clickety-Clack Productions, и Applebox Entertainment, написали су је Мет Сазама и Бурк Шарплес док је функцију шоуранера вршио Зак Естрин. Нетфликс је ТВ серију објавио 13. априла 2018. године, да би већ следећег месеца најавио и другу сезону. Друга сезона ће у потпуности бити објављена 24. децембра 2019. године.

## Радња
Тридесет година у будућности, колонизација свемира је стварност, а породица Робинсон је међу одабранима за нови живот у бољем свету. Али када случајно скрену са планираног пута, морају да раде заједно како би се изборили за живот у опасном, ванземаљском окружењу, светлосним годинама удаљени од свог дома.

## Улоге

### Главне
- Моли Паркер као капетан мисије Маурин Робинсон, ваздухопловна инжењерка која води своју породицу на мисију колонизације Алфе Кентаури у нади да ће изградити нови живот на бољем свету. У браку са Џоном Робинсоном; биолошка мајка Џуди, Пени и Вила Робинсона.[5]
- Тоби Стивенс као Џон Робинсон, бивши припадник америчке морнарице и супруг Маурин. Џудин је усвојитељ и биолошки отац Пени и Вила.[6]
- Максвел Џенкинс као једанаестогодишњи Вил Робинсон, који ствара чврсту везу са роботом којег претходно спашава од уништења током шумског пожара.[7]
- Тејлор Расел као осамнаестогодишња Џуди Робинсон, која служи као лекар мисије након што је стекла убрзану медицинску обуку.[8][9]
- Мина Сундвол као петнаестогодишња Пени Робинсон, добро обучена механичарка.[9][10]
- Игнасио Серикио као Дон Вест, бродски механичар и кријумчар луксузне робе. Прати га Деби, коју назива својом срећном кокошком.[11]
- Паркер Поузи као Џун Харис односно др Смит, злочинац и психопата која узима идентитет своје сестре Џесике како би заузела своје место на броду колониста, а након тога се представља лажно као др Захари Смит (који је преминуо током напада на Резолут а она му украла ознаку са мантила) како би након напада заузела „своје“ место на евакуисаном броду Јупитер. Након слетања на планету, Харис покушава да саботира шансе колониста да се домогну Резолута, тако што све време манипулише и излуђује друге преживеле како би избегла кривично гоњење за своје злочине.[12] Крађа идентитета доктора упућује на одговарајући лик доктора Смита у оригиналној телевизијској серији (такође, њен лик, Џун Харис, назван је по Џонатану Харису, који је играо Смита у оригиналној серији).[13]
- Брајан Стил као ванземаљски робот,[14] са којим ће се Вил сусрести након пада на непознату планету. Робот има другачији облик од оног који се појавио у претходној серији и филму.[15]

### Понављајуће
- Раза Џефри као Виктор Дар, службени политичар чија бахатост и нестрпљивост маскирају темељни осећај несигурности.[16]
- Аџеј Фриз као Виџај Дар, Викторов син и љубавна симпатија Пени Робинсон.
- Кери-Хиројуки Тагава као Хироки Ватанабе, научник и пријатељ Маурин.
- Кики Сукезане као Аико Ватанабе, Хирокијева унука.
- Јукари Комацу као Наоко Ватанабе, Хирокијева ћерка
- Вину Санду као Приша Дар, Викторова супруга.
- Адам Грејдон Рид као Питер Бекерт.
- Амелија Бурстин као Дајан.
- Ијан Белчер као Еван.
- Шон Паркс као капетан Радик, капетан Резолута.
- Сибонгиле Мламбо као Анџела Годард,[17] једна од преживелих особа која се бори са посттрауматским стресним поремећајем након смрти њеног супруга током напада на Резолуту.

### Гостујуће
- Селма Блер као Џесика Харис, богата млађа сестра Џун Харис.
- Бил Мами као др Захари Смит, прави др Смит, чији идентитет је украла Џун Харис. Мами је као дете глумио Вила Робинсона у оригиналној серији Изгубљени у свемиру од 1965. до 1968. године.

## Епизоде
| Бр. еп. | Наслов                            | Редитељ         | Сценариста                                   | Премијера       |
| --- | --------------------------------- | --------------- | -------------------------------------------- | --------------- |
| 1 | Судар (енгл. )                    | Нил Маршал      | Мет Сазама и Бурк Шарплес                    | 13. април 2018. |
| На путу до свемирске колоније, кризна ситуација задеси брод Робинсонових који у евакуацији, јуре према непознатој планети, где се боре да преживе тешку ноћ. |                                   |                 |                                              |                 |
| 2 | Дијаманти на небу (енгл. )        | Нил Маршал      | Мет Сазама и Бурк Шарплес                    | 13. април 2018. |
| Још једна несрећа доводи све више путника на планету док Робинсонови раде на спашавању свог брода уз помоћ свог мистериозног новог пратиоца.                 |                                   |                 |                                              |                 |
| 3 | Најезда (енгл. )                  | Тим Саутам      | Зак Естрин                                   | 25. јул 2019.   |
| Флешбекови откривају трагове прошлости др Смит. Робинсонови се суочавају са новом претњом када бродска залиха горива почне брзо да опада.                    |                                   |                 |                                              |                 |
| 4 | Робинсонови су били овде (енгл. ) | Алис Траутон    | Кетрин Колинс                                | 13. април 2018. |
| Робинсони ступају у контакт са другом породицом преживелих, а Вил се утркује да заштити свог пријатеља након што Џуди сазна шта се десило на броду Резолут.  |                                   |                 |                                              |                 |
| 5 | Трансмисија (енгл. )              | Дебора Чау      | Кари Дрејк                                   | 13. април 2018. |
| Док тим гради торањ како би сигнализирао Резолуту, Маурин истражује планетарну аномалију, а Вил се припрема за тешки разговор са оцем.                       |                                   |                 |                                              |                 |
| 6 | Похвала (енгл. )                  | Винченцо Натали | Ед Меккарди                                  | 13. април 2018. |
| Маурин расправља да ли ће поделити оно што је видела на небу, Дон води мисију проналаска горива, а присуство робота ствара напетост у групи.                 |                                   |                 |                                              |                 |
| 7 | Под притиском (енгл. )            | Тим Саутам      | Вивијан Ли                                   | 13. април 2018. |
| Док др Смит иде даље ка остварењу свог тајног плана, сеизмичка активност прекрива планету и оставља два тима суочена с немогућим изборима.                   |                                   |                 |                                              |                 |
| 8 | Путања (енгл. )                   | Стивен Сурџик   | Кетрин Колинс и Кари Дрејк                   | 13. април 2018. |
| Маурин проналази решење за питање горива, али спровођење њеног плана показало се тежим него што се очекивало. Др Смит схвата да јој је тајни план пропао.    |                                   |                 |                                              |                 |
| 9 | Васкрсење (енгл. )                | Тим Саутам      | Прича: Денијал Меклелан ТВ драма: Кари Дрејк | 13. април 2018. |
| Џуди намерава да пронађе Маурин, док Вил и Пени воде експедицију до пећина. Др Смит следи нови план за бекство.                                              |                                   |                 |                                              |                 |
| 10 | Опасност, Вил Робинсоне (енгл. )  | Дејвид Натер    | Мет Сазама и Бурк Шарплес                    | 13. април 2018. |
| Како сат одмиче и буде све мање времена за одлазак на Резолут, Робинсонови се муче да оду са планете и изађу из шаке др Смит.                                |                                   |                 |                                              |                 |

## Продукција

### Развој
Октобра 2014. године, најављено је да ће компаније Legendary Television и Synthesis Entertainment развити римејк ТВ серије Изгубљени у свемиру, унајмивши дуо Мет Сазама и Бурк Шарплес за креирање сценарија за пилот епизоду. Новембра 2015, Нетфликс је отпочео пројекат. Дана 29. јуна 2016, Нетфликс је наручио сезону серије Изгубљени у свемиру од десет епизода, са Заком Естрином као извршним продуцентом и шоуранером. За функцију извршног продуцентa такође су били постављени и Сазама, Шарплес, Кевин Барнс, Џон Џашни, Нил Маршал и Марк Хелвиг.

### Снимање
Снимање прве сезоне почело је у фебруару 2017. године у Ванкуверу у Британској Колумбији (Канада), а завршило се јула исте године. Друга сезона серије је почела са снимањем у септембру 2018. на Исланду, да би снимање било окончано током јануара 2019. године.

## Приказивање
Дана 31. марта 2018. године пилот епизода серије је премијерно приказана на догађају Awesome Con у Вашингтону.
Комплетна прва сезона приказана је на Нетфликсу 13. априла 2018. године.

## Пријем
Рецензенти са веб-сајта Ротен томејтоуз објавили су да је за серију 69% од 71 критичких оцена позитивно, са просечном оценом 6,36 од 10. Закључак поменутог веб-сајта гласи: „Вредности серије Изгубљени у свемиру су довољно амбициозне да привуку фанове научне-фантастике и авантуре, док велико срце приче додаје емоционално сидро свим дубоким свемирским пословима“. На веб-сајту Метакритик, серија има процењену просечну оцену 58 од 100, засновану на 27 критика, што указује на „мешовите или просечне критике”.
Дејвид Грифин са веб-сајта Ај-Џи-Ен дао је првој сезони оцену 8,5 од 10, назвавши је „одличном научно-фантастичном авантуром са благим зликовским проблемом“, посебно хвалећи породицу Робинсон, док је Паркер Поузи у улози др Смита критиковао назвавши је „припростим једнодимензионалним ликом коме недостају блаже особине“. Супротно томе, Џен Џејни са портала Вулчер окарактерисала је Поузијину представу као пружање „потцењених, лукаво-комичних додира“, такође и Бет Елдеркин са портала Гизмодо се слаже и закључује: „Њен перформанс дефинитивно укључује живахност и лакоћу, хумор такође“.

### Похвале
| Година | Награда                                   | Категорија                                                                             | Номинован(и)                                                                                       | Резултат   | Извор(и) |
| ------ | ----------------------------------------- | -------------------------------------------------------------------------------------- | -------------------------------------------------------------------------------------------------- | ---------- | -------- |
| 2019   | Додела награда Сатурн                     | Најбоља глумица у стриминг презентацији                                                | Моли Паркер                                                                                        | Номинација | [ 31 ]   |
| 2019   | Додела награда Сатурн                     | Најбоља научно-фантастична, фантација и акциона стриминг серија                        | Изгубљени у свемиру                                                                                | Номинација | [ 31 ]   |
| 2019   | Додела награда Сатурн                     | Најбољи споредни глумац у стриминг презентацији                                        | Максвел Џенкинс                                                                                    | Номинација | [ 31 ]   |
| 2019   | Додела награда Сатурн                     | Најбоља споредна глумица у стриминг презентацији                                       | Паркер Поузи                                                                                       | Номинација | [ 31 ]   |
| 2019   | Додела награда Сатурн                     | Најбоља споредна глумица у стриминг презентацији                                       | Тејлор Расел                                                                                       | Номинација | [ 31 ]   |
| 2019   | Додела награда Друштва за Визуелне ефекте | Изванредан анимирани лик у епизоди или пројекту у реалном времену                      | Чад Шатук, Пол Зик, Џулија Фланаган, Ендрју Меккартни (за: хуманоида)                              | Освојено   | [ 32 ]   |
| 2019   | Додела награда Друштва за Визуелне ефекте | Изванредан састав у фотореалистичкој епизоди                                           | Дејвид Волберг, Даглас Рошан, Софи Јунгрен, Фредрик Лон (за: спасавање на месту несреће)           | Освојено   | [ 32 ]   |
| 2019   | Додела награда Друштва за Визуелне ефекте | Изузетно створено окружење у епизодном, комерцијалном или пројекту у реалном времену   | Филип Енгстром, Кени Вахакари, Џејсон Мартин, Мартин Бергквист (за пилот епизоду – подручје удара) | Освојено   | [ 32 ]   |
| 2019   | Додела награда Друштва за Визуелне ефекте | Симулације изванредних ефеката у епизоди, комерцијалном или пројекту у реалном времену | Јури Брајам, Вил Елсдејл, Хуго Меда, Максим Марлин (за: бег)                                       | Номинација | [ 32 ]   |
| 2019   | Додела награда Друштва за Визуелне ефекте | Симулације изванредних ефеката у епизоди, комерцијалном или пројекту у реалном времену | Денис Шкукин, Ерибе Раб, Мишел Билет, Жаклин Штаубер (за: падајући Јупитер)                        | Номинација | [ 32 ]   |
| 2019   | Додела награда Друштва за Визуелне ефекте | Изванредни визуелни ефекти у фотореалистичкој епизоди                                  | Џабар Раисани, Терон Прат, Никлас Јакобсон, Жоао Сита (за епизоду: "Опасност, Вил Робинсоне")      | Освојено   | [ 32 ]   |